# Golden Gold
Golden Gold (ゴールデンゴールド, Gōruden gōrudo) est un seinen manga de Seita Horio, prépublié dans le magazine Monthly Morning Two depuis le 22 octobre 2015 et publié par l'éditeur Kōdansha en volumes reliés avec un premier tome sorti le 23 juin 2016. La version française est éditée par Le Lézard noir avec un premier tome sorti le 1er février 2023.

## Synopsis
Ryuka Hayasaka, une jeune fille qui vit sur l'île isolée de Nejima dans la mer intérieure de Seto, mène une vie banale malgré la dépression provoquée par son amour non partagé pour Oikawa. Un jour, elle ramasse une mystérieuse figurine sur la plage. Lorsqu'elle l'enferme dans un sanctuaire dans les montagnes et lui offre une prière, la figurine se met à bouger et à se comporter comme une créature vivante dotée d'une volonté. Au même moment, la maison d'hôtes et le magasin général tenus par la grand-mère de Ryuka commencent à prospérer et la figurine est nommée « Fukunokami » (Dieu de la Fortune). Cependant, Ryuka et ses amis ne font pas confiance au « Fukunokami » qui commence à manipuler les insulaires de manière inquiétante.

## Manga
Scénarisé et dessiné par Seita Horio, auteur de Kokkoku, Golden Gold est prépublié dans le Monthly Morning Two de l'éditeur Kōdansha à partir du 22 octobre 2015 et publié au format tankōbon par le même éditeur avec un premier volume sorti le 23 juin 2016.
La version anglaise est licenciée par Kōdansha USA qui publie la série en version numérique avec un premier volume sorti le 14 juin 2022. La version française est publiée par Le Lézard noir avec un premier volume sorti le 1er février 2023,.

### Liste des volumes
| no | Japonais         | Japonais          | Français         | Français          |
| no | Date de sortie   | ISBN              | Date de sortie   | ISBN              |
| -- | ---------------- | ----------------- | ---------------- | ----------------- |
| 1  | 23 juin 2016     | 978-4-06-388615-3 | 1er février 2023 | 978-2-353-48318-1 |
| 2  | 23 janvier 2017  | 978-4-06-388689-4 | 3 mai 2023       | 978-2-353-48262-7 |
| 3  | 23 octobre 2017  | 978-4-06-510202-2 | 23 août 2023     | 978-2-353-48263-4 |
| 4  | 23 mai 2018      | 978-4-06-511387-5 | 6 décembre 2023  | 978-2-353-48288-7 |
| 5  | 21 décembre 2018 | 978-4-06-514055-0 | 7 février 2024   | 978-2-353-48350-1 |
| 6  | 23 juillet 2019  | 978-4-06-516505-8 |                  |                   |
| 7  | 23 juin 2020     | 978-4-06-519079-1 |                  |                   |
| 8  | 22 février 2021  | 978-4-06-522117-4 |                  |                   |
| 9  | 22 novembre 2021 | 978-4-06-524680-1 |                  |                   |

## Accueil
En 2018, 13 753 exemplaires du 4e tome étaient en circulation.
La série est 1re de l'édition d'août 2016 de Kono Manga ga sugoi! Web de Takarajimasha. La série est 5e du top 20 Kono Manga ga sugoi! pour les lecteurs masculins. Golden Gold est nommé pour le 10e grand prix du manga en 2017 où il finit 7e avec 42 points, pour la 10e édition en 2018 où il finit 12e avec 13 points et pour la 17e édition en 2019 où il finit 12e avec 22 points.